# Crêches-sur-Saône
Crêches-sur-Saône è un comune francese di 3 140 abitanti situato nel dipartimento della Saona e Loira nella regione della Borgogna-Franca Contea.

## Storia

### Simboli
La ruota è ripresa dal blasone della famiglia Charrier (d'azzurro, alla ruota di otto raggi d'oro); i pesci rappresentano la Saona; i castelli ricordano quelli di Thoiriat e d'Estour; i grappoli d'uva simboleggiano i vigneti presenti sul territorio del Beaujolais.

## Società

### Evoluzione demografica
Abitanti censiti